# 중국 분할

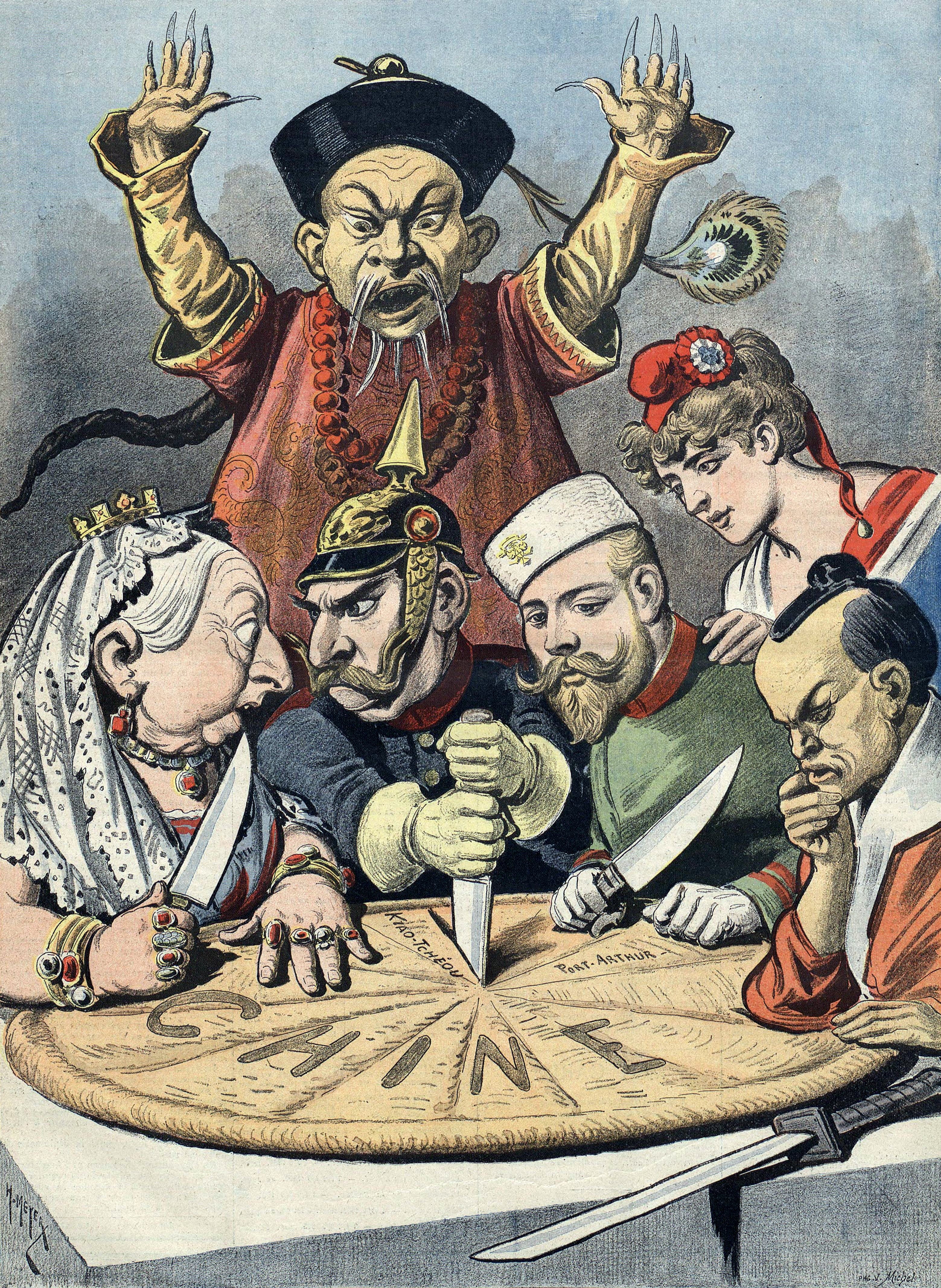
1898년 프랑스 정치 만화로, 영국, 독일, 러시아, 프랑스, 일본이 중국을 분할하는 모습을 보여준다.

중국 분할 또는 중국 분할 경쟁, 혹은 이권 쟁탈전은 청일 전쟁에서 중국이 패배한 후 "신제국주의" 시대에 청나라를 영향권으로 분할하기 위해 1890년대 후반 유럽, 미국, 일본 제국에서 존재했던 개념이다. 그러나 미국 국무장관은 1899년 문호개방정책을 만들어 유럽 열강이 중국을 식민지로 분할하려는 시도를 막고 모든 관련 열강이 중국에 동등하게 접근할 수 있도록 제안했다. 이 정책은 주요 강대국들에게 점차 수용되어 20세기 초에는 중국 분할 개념이 대체로 사라졌다.
중국 언론은 이 분할을 "수박 쪼개기"(瓜分)라고 일상적으로 묘사했으며, 이 시기 중국 작가들 사이에서는 국가적 굴욕이라는 개념이 발전했다. 현대 중국 작가들은 중국에서 이러한 사건들을 제1차 아편 전쟁(1839~1842년)으로 시작하여 1945년 중국이 강대국으로 자리매김하거나 1949년 중화인민공화국이 건국되면서 끝난 백년국치의 일부로 간주한다. 중국의 마르크스주의 역사가들은 서구 국가들의 지배로 인해 이 시기 중국을 반식민지로 보았다. 한편, 서유럽 열강의 아프리카 분할도 비슷한 시기에 나타났으며, 이는 1914년까지 거의 모든 아프리카 대륙이 직접적인 식민지화로 이어졌다.

## 역사
청나라는 18세기에 강건성세에 이르러 거대한 인구와 영토를 자랑했다. 19세기 초까지 청 제국의 내륙 지역은 유럽 열강의 영향이 거의 없었다. 당시 청 정부는 광동 체제 하에 서유럽 국가들이 광저우에서만 중국과 교역하는 것을 허용했다. 그러나 19세기에 새로운 기술이 관계의 균형을 깨뜨리기 시작하면서 외국인들은 점차 쇠퇴하는 청 제국 주변으로 모여들었다. 아편 전쟁에서 승리한 영국과 같은 강대국들은 처음에는 치외법권과 개항장과 같은 특권을 포함하여 중국의 외교 관계와 해외 무역을 위한 새로운 틀을 만들 것을 요구했다. 그러나 청일 전쟁에서 중국이 패배하고 1895년 일본 제국과 굴욕적인 시모노세키 조약을 체결하면서 중국은 "아시아의 환자"로 간주되었고, 중국에서 영향권을 놓고 경쟁하려는 강대국들의 야망은 크게 자극되었다.
1897년 독일은 산둥성에서 독점적인 광업 및 철도권을 요구하고 획득했으며, 자오저우만 조차도 얻었다. 러시아는 다롄과 뤼순에 대한 접근권과 만주를 가로지르는 철도 건설권을 얻었으며, 랴오둥반도 조차도 얻었다. 영국과 프랑스 또한 조차지를 여럿 얻었는데, 여기에는 영국의 홍콩 신계 조차와 프랑스의 광저우완 조차가 포함된다. 이 시기에 중국의 많은 지역은 "영향권"으로 나뉘었는데, 독일은 산둥성과 황하 유역에서, 러시아는 랴오둥반도와 만주에서, 영국은 웨이하이웨이와 장강 유역에서, 프랑스는 윈난성, 구이저우성, 광둥성, 광시성에서, 일본은 푸젠성에서 영향력을 행사했다.

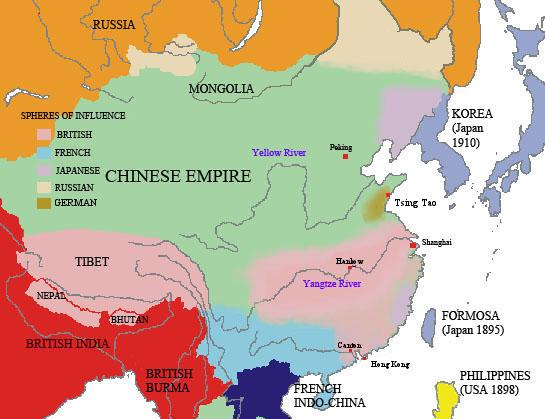
청나라 말기 중국의 영향권

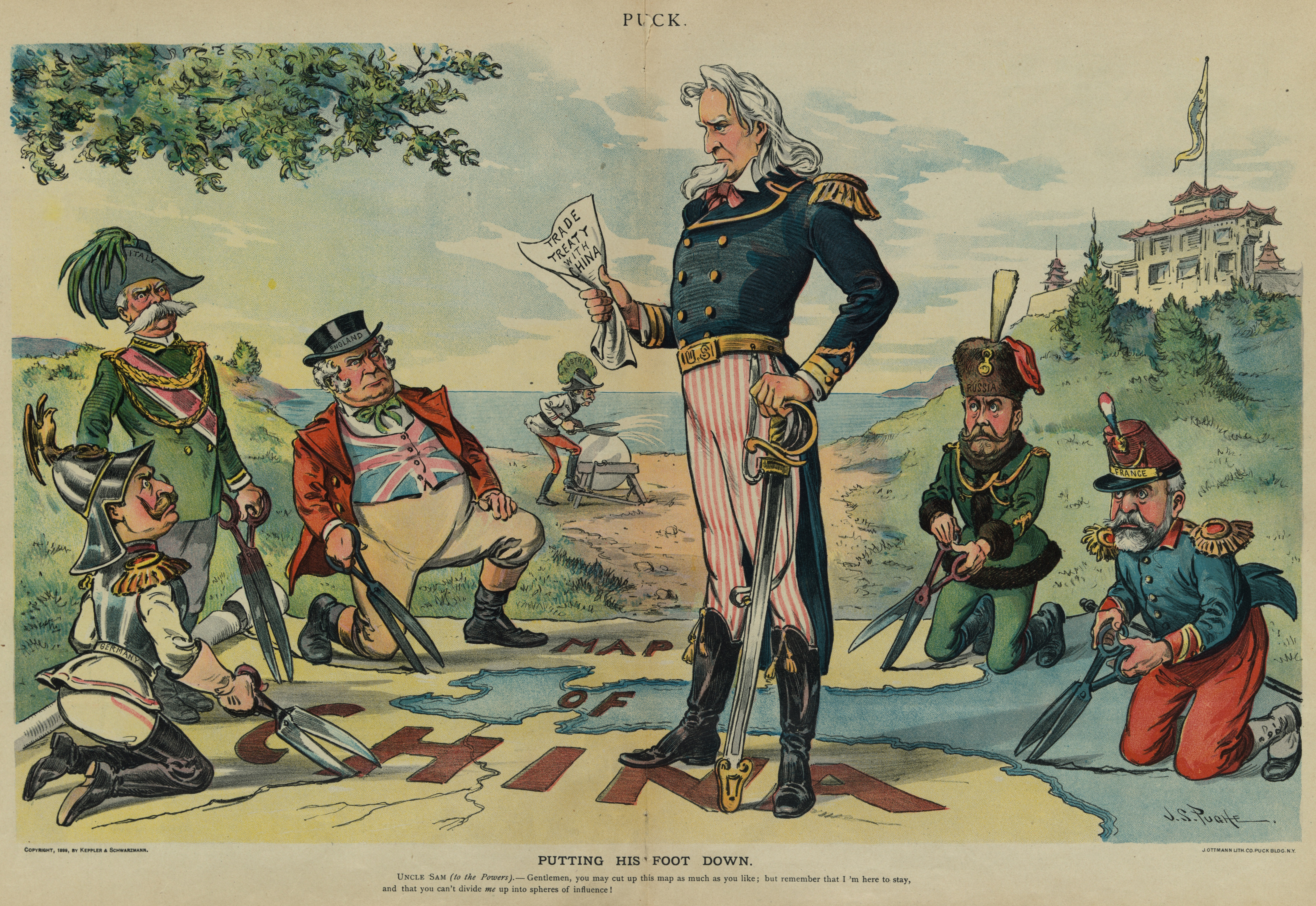
1899년 미국 만화: 엉클 샘(중앙, 미국 대표)이 중국과의 무역에 대한 문호 개방을 요구하는 동안 유럽 열강들은 중국을 자신들을 위해 분할할 계획을 세운다. 왼쪽부터 오른쪽으로: 빌헬름 2세(독일), 움베르토 1세(이탈리아), 존 불(영국), 니콜라이 2세(러시아) 그리고 에밀 루베 대통령(프랑스). 프란츠 요제프 1세(오스트리아)는 뒤에 있다.

미국 대외선교 위원회가 1898년에 쓴 바와 같이, 유럽의 현재 중국 분할은 몇 년 전부터 많은 논의를 불러일으켰던 아프리카 분할과 매우 흡사했다. 중국의 취약성은 1895년 일본과의 전쟁에서 세계에 명확히 드러났고, 그녀의 현재 상태는 독수리들이 함께 모이도록 부추길 수 있었다. 그리고 그들은 이것을 하는 데 오랜 시간이 걸리지 않았다. 영국, 프랑스, 독일, 러시아 및 다른 나라들은 모두 주장을 제기하고 공격적으로 그들의 계획을 추진하고 있었다.
1899년, 이탈리아 또한 중국 정부에 최후통첩을 보내 저장성의 싼먼만 조차를 요구했다. 그러나 이 요구는 중국에 의해 단호히 거부되었다. 청나라의 실질적인 통치자였던 서태후는 이러한 상황에서 더 이상 버틸 수 없다고 판단하고 궁정 회의에서 "단 한 줌의 황토도 이탈리아인들에게 주지 않을 것"이라고 선언했으며, 이러한 정책은 결국 이탈리아가 중국 해안에 대한 모든 주장을 포기하도록 강요했다. 중국은 이탈리아가 중국에 대한 진정한 정치적 또는 경제적 이해관계가 없다고 주장하며 거부를 정당화했다. 실제로 주요 국가들을 모방하려는 이탈리아의 요구는 주로 위신에 대한 우려에서 비롯되었다. 그러나 그 결과 이탈리아는 "삼류 또는 사류 국가로 보이게 되었다"고 한다. 이 실패는 1896년 아두와 전투에서 에티오피아 제국에 패배한 아픔이 여전히 남아있던 이탈리아에게 굴욕이었다. 중국에서의 이러한 사건은 당시 네덜란드나 덴마크와 같은 이류 국가들이 중국 분할에 참여할 기회를 잡을 것이라는 어떤 생각도 불식시켰다.
외세에 의한 중국의 굴욕은 국내에서 강력한 외국인 혐오를 유발했고, 1900년경 중국에서 발생한 외국인과 기독교인에 대한 봉기인 의화단 운동의 불씨가 되었다. 이 운동은 농민들로부터 시작되었지만 결국 서태후의 청 정부의 지지를 받았다. 서태후는 광서제의 이름으로 사실상의 선전포고였던 칙령을 발표했고, 이에 맞서 침략국들은 열강 8국이라는 다국적 군사 연합을 결성하여 중국 북부를 침공하고 "의화단"을 격퇴했다. 침공이 성공하자 후반 단계는 징벌적인 식민지 원정으로 발전하여 베이징과 중국 북부를 1년 넘게 약탈했다. 전투는 1901년 신축조약 체결로 끝났다.
중국은 계속해서 영향권으로 분할되었는데, 중국에 영향권이 없었고 최근에 스페인으로부터 필리핀을 획득했던 미국은 미국 사업가들이 중국 시장에서 배제될 가능성에 대해 경각심을 가지게 되었다. 당시 유럽 열강이 아프리카에서 하던 것처럼 "중국을 수박처럼 쪼개는" 것을 막기 위해, 존 헤이 미 국무장관은 모든 국가와 동등한 무역 및 투자 시스템을 요구하고 청나라의 영토 보전을 보장하는 문호개방정책을 만들었고, 주요 유럽 열강들에게 "문호개방 통지"(1899년 9월 6일자)로 알려진 통지문을 회람시켰다. 이 통지문은 열강들에게 중국을 모든 국가에 동등한 조건으로 무역에 개방할 것을 요청하고, 모든 열강이 자신들의 영향권 내에서 개항장이나 기득권을 방해하지 말 것, 중국 당국이 동등한 조건으로 관세를 징수하는 것을 허용할 것, 항만 이용료나 철도 요금 문제에서 자국민에게 특혜를 주지 말 것을 요구했다.
문호개방정책은 주요 열강들에 의해 마지못해, 설령 그랬다 하더라도, 수용되었고, 법적 효력이나 강제 메커니즘이 없었다. 각 국가는 다른 나라들이 준수할 때까지 자신은 약속할 수 없다는 입장을 취함으로써 헤이의 요청을 회피하려고 했다. 그러나 1900년 7월까지 헤이는 각 열강이 원칙적으로 동의를 표명했다고 발표했다. 1900년 이후의 조약들은 문호개방정책을 언급했지만, 철도권, 광업권, 대출, 해외 무역항 등 중국 내 특별 양보를 위한 다양한 열강 간의 경쟁은 계속되었다. 1900년 10월 6일, 영국과 독일은 중국이 영향권으로 분할되는 것에 반대하기 위해 양쯔 협정을 체결했다. 솔즈베리 경과 하츠펠트 대사가 서명한 이 협정은 문호개방정책을 지지하는 것이었다. 독일은 중국의 분할이 독일을 중국 전체가 아닌 작은 무역 시장에 국한시킬 것이기 때문에 이를 지지했다. 그 후 수십 년 동안 미국 정책 입안자들과 국가 지도자들은 문호개방정책을 유럽 열강이 중국을 식민지로 분할하는 것을 막았지만, 영향권을 설정하는 것은 허용한 기본적인 교리로 계속 언급했다.

## 같이 보기
- 아시아의 서구 제국주의
- 중국의 외국 조계
- 백년국치
- 열강 8국
- 아프리카 분할
- 아시아의 환자
- 문호개방정책